# Netopýr (kniha)
Netopýr (norsky: Flaggermusmannen) je detektivní román z roku 1997 od norského spisovatele Jo Nesbø. Je první v sérii Harry Hole.

## Obsah
Norský policista Harry Hole je poslán do australského Sydney aby zde sloužil jako přidělenec australského policejního vyšetřování vraždy mladé norské dívky Inger Holter. Její přítel Evans White je zpočátku považován za podezřelého. Harrymu pomáhá domorodý kolega policista Andrew Kensington; společně zjistí, že mají co do činění se sériovým vrahem, který škrtí blonďaté ženy. Hole se spřátelí se zrzavou Švédkou Birgittou. Jak se příběh stává složitějším, Hole se snaží najít vraha a propadá hlouběji do alkoholismu.

## Robin Toowoomba
Toowoomba je sériový vrah, který zavrždil Inger Holterovou, Ottu Rechtnagela, Birgittu Enquist, Andrewa Kensingtona a další. Je potomkem domorodých Australanů. Toowoomba v dětství patřil do sociálně znevýhodněné skupiny chlapců. Ujal se ho Andrew Kensington, bývalý amatérský boxer, který se stal policistou a předal mu boxerské dovednosti.
Před událostmi zobrazenými v knize začal Toowoomba znásilňovat a vraždit ženy. Současně navázal vztah s Otto Rechtnagelem, cirkusovým umělcem. Otto se dozvěděl o Toowoombových zločinech a možná proto s ním Toowoomba přerušil vztahy. Zhrzený Otto hledal odplatu a informoval Andrewa o odhaleních, což Andrewa přimělo k rozhodnutí vynést Toowoombovy zločiny na světlo.
Toowoomba se poprvé objevil v boxerském zápase, který sledovali Harry a Andrew. Během zápasu se Toowoombova zdatnost ve sportu projeví tím, že zachovává uvolněnou pozici, i když se opírá o provazy, snáší ránu za ranou, než svého soupeře rychle knokautuje dvěma údery. Po jejich setkání Andrew informuje Harryho o aboriginské symbolice netopýra jako předzvěsti smrti. To pravděpodobně slouží jako jemná nápověda Harrymu ohledně identity vraha.
Následně Toowoomba Otta brutálně zavraždí a rozseká ho gilotinou. Dělá to proto, aby zabránil Ottovi prozradit další informace a aby „korunoval své celoživotní dílo“. Toowoomba poté zavraždí Andrewa, aby to vypadalo jako sebevražda.
Poté, co byl odhalen policii, unese Toowoomba Harryho přítelkyni Brigittu a použije ji jako páku, aby přinutil Harryho obvinit z vražd někoho jiného. Harry podnikne tajný pokus o její záchranu, jen aby zjistil, že Toowoomba ji zabil, než vznesl své požadavky.
Toowoomba Harrymu prozradí, že jeho motiv zacílit na ženy pramení z touhy pomstít své předky, kteří byli diskriminováni během australské kolonizace Evropany. Jako své oběti si vybral plavovlasé ženy kvůli jejich menší pravděpodobnosti, že budou sdílet stejné genetické dědictví jako on.
Později se Toowoomba snaží uprchnout z Austrálie lodí. Těsně před nástupem ho však Harry postřelí do nohy, padá do vody, kde nachází smrtí v čelistech hladových žraloků.

## Překlad
Český překlad této knihy je prací Kateřiny Krištůfkové a byl vydán v nakladatelství Kniha Zlín roku 2013.